# Liška horská
Liška horská čili liška tibetská (Vulpes ferrilata) je menší druh lišky žijící na Tibetské náhorní plošině. Je přizpůsobena vysokohorskému způsobu života, živí se především pišťuchami.

## Popis
Tělo lišky horské dosahuje délky 49 až 70 cm, ocas měří 22 až 29 cm. Samice je menší a váží od 3 do 4,1 kg, samci mohou vážit až 5,7 kg. Jde o podsaditou šelmu s dlouhým čumákem, malýma ušima a malýma očima posazenýma daleko od sebe. Zbarvení je světle rezavé na hřbetě, hlavě a dolních částech nohou, spodní část těla a ocas má barvu šedou až téměř bílou.

## Rozšíření a habitat
Liška horská se vyskytuje na Tibetské náhorní plošině, což zahrnuje jižní část Číny, sever Nepálu a Ladak v Indii. Obývá především stepi, horské louky a svahy ve výškách 2500 až 5200 m n. m. Toleruje teplotu od -40 °C do + 30 °C.
Maximální nadmořská výška, ve které byl tento druh šelmy pozorován, je 5300 metrů. Proti extrémnímu chladu chrání lišku velmi hustá srst s výbornými izolačními vlastnostmi.

## Biologie
Liška horská je masožravec a predátor, ačkoliv masitou stravu doplňuje i ovocem. Živí se především pišťuchami, s nimiž je úzce svázán její život. Další důležitou kořistí jsou myši a cokorové. Požírá i zajíce, sviště, ptáky, ještěrky, hmyz a různé bobule. Přiživuje se na mršinách ulovených většími predátory, například vlky a medvědy. Lišky horské někdy doprovází medvědy a snaží se profitovat z jejich rozhrabávání pišťuších nor.
Lišky horské žijí v párech nebo malých skupinách, ale loví obvykle osamoceně. K páření dochází mezi prosincem a březnem. Březost trvá 50–55 dnů. Počet mláďat ve vrhu je dvě až pět.

## Hrozby
Liška horská je početná a široce rozšířená, tudíž jí nehrozí zásadní nebezpečí. Jediným potenciálním problémem je státem řízené hubení hlodavců, jež může negativně ovlivnit kolonie pišťuch a tím i lišek. V některých oblastech mohou pro šelmu představovat hrozbu domácí psi. Lidé lišku horskou někdy loví, neboť její kožešina se používá ke zhotovování tradičních tibetských čepic.